# Jeux mondiaux des sports de combat 2023
Navigation
Édition précédente Édition suivante
Les Jeux mondiaux des sports de combat 2023, troisième édition des Jeux mondiaux des sports de combat, ont eu lieu du 20 au 30 octobre 2023 à  Riyad, en Arabie saoudite.
Lors de cette édition, des épreuves de para-combats sont présents avec 61 para-athlètes et spéciaux en compétition.

## Sports
- Aikido
- Bras de fer
- Boxe
- Escrime
- Ju-jitsu
- Judo
- Karaté
- Kendo
- Kickboxing
- Muay-thaï
- Sambo
- Savate
- Sumo
- Taekwondo
- Lutte
- Wushu